# Формотерол
Формотерол (англ. Formoterol, лат. Formoterolum) — синтетичний препарат, що належить за хімічною структурою до фенілзаміщених β-аміноспиртів, похідних фенілетаноламіну, що застосовується переважно інгаляційно, та рідше перорально. Формотерол належить до групи селективних бета-2-адреностимуляторів із тривалою бронходілятуючою дією. По своєму хімічному складу, як і інші бета-2-агоністи, є рацематом двох енантіомерів (S-формотеролу та R-формотеролу). Уперше формотерол почав застосовуватися у 1986 році в Японії у формах для перорального застосування, а у 1990 році швейцарська фірма «Сіба» уперше випустила інгаляційну форму препарату, і у 1994 році уперше був випущений формотерол у вигляді порошку для інгаляцій.

## Фармакологічні властивості
Формотерол — синтетичний препарат, що є по хімічній структурі фенілзаміщеним β-аміноспиртом, і є похідним фенілетаноламіну та належить до групи селективних бета-2-адреностимуляторів. Механізм дії препарату полягає у стимуляції β2-адренорецепторів, які знаходяться у гладкій мускулатурі бронхів шляхом активації внутрішньоклітинної аденілатциклази, яка утворює комплекс із G-протеїном, під впливом якого підвищується утворення циклічного АМФ та стимуляція протеїнкінази типу А, що призводить до розслаблення гладкої мускулатури внутрішніх органів. Внутрішньоклітинний механізм дії формотеролу відрізняється від механізму дії сальбутамолу та інших β2-агоністів як короткої, так і подовженої дії. Формотерол, на відміну від сальметеролу, має незначну ліпофільність, тому після проникнення у клітини дихальних шляхів препарат швидко дифундує у плазматичну мембрану, в якій створюється своєрідне депо формотеролу, з якого препарат проходить у міжклітинний простір та одночасно зв'язується з адренорецепторами гладких м'язів і ліпідами, що забезпечує як швидкий початок дії препарату (1—3 хвилини після інгаляції), так і довготривалість (до 12 годин) ефекту застосування формотеролу. Формотерол не поступається ні по вираженості ефекту, ні по швидкості настання ефекту інгаляційним адреноміметикам короткої дії, а має навіть більш виражений бронхолітичний ефект. Формотерол є неконкурентним антагоністом β2-адренорецепторів, що забезпечує високу селективність препарату та довготивалу дію (до 12 годин після інгаляційного застосування). Формотерол є повним агоністом β2-адренорецепторів, на відміну від сальметеролу, що призводить швидкого початку дії препарату у порівнянні з іншими селективними адреноміметиками, але може теоретично збільшити число побічних ефектів при застосуванні формотеролу. Під впливом формотеролу зменшується виділення медіаторів запалення із опасистих клітин (у тому числі виділення гістаміну та лейкотрієнів), зменшується проникність капілярів (що сприяє попередженню розвитку набряку слизової оболонки бронхів) та модуляція вироблення слизу бронхіальними залозами, що призводить до оптимізації мукоциліарного кліренсу. Але зниження виділення медіаторів запалення та зниження проникності капілярів при застосуванні формотеролу не супроводжуються зменшенням кількості клітин запалення у слизовій оболонці бронхів (у тому числі активованих — макрофагів, еозинофілів та лімфоцитів), що теоретично може призвести до посилення запального процесу в дихальних шляхах (наприклад, при появі після застосування сальметеролу можливості зробити вільніших подих, і при цьому вдихнути велику кількість екзогенних алергенів). Формотерол при інгаляційному введенні діє виключно на β2-адренорецептори бронхів та не впливає на рецептори в інших органах. Формотерол лише у незначній ступені впливає на β1-адренорецептори міокарду. При пероральному застосуванні також має токолітичну дію, що призводить до зниження тонусу і розслаблення гладких м'язів матки, та може застосовуватися при загрозі передчасних родів. При тривалому застосуванні формотеролу спостерігається розвиток толерантності до препарату, а при застосуванні значно вищих від середньотерапевтичних доз препарату різко зростає ймовірність важких побічних ефектів, у тому числі пов'язаних із активацією адренорецепторів міокарду (у тому числі тахікардію, фібриляцію передсердь, явища ішемії міокарду, подовження інтервалу QT), а також можливість виникнення (хоча й нижча, ніж при застосуванні інших агоністів адренорецепторів, як фенотерол) ефекту «рикошету» — посилення бронхоспазму при перевищенні середньотерапевтичної дози препарату або занадто частому застосуванні. Формотерол півищує ефект інгаляційних глюкокортикоїдних гормонів, тому найчастіше він застосовується у комбінації з будесонідом або мометазоном. При застосуванні формотеролу покращується якість життя хворих бронхіальною астмою та інших обструктивних захворювань легень, що полягають у покращенні показників функції зовнішнього дихання, зниженні частоти нічних приступів задухи, нормалізації сну без посилення частоти загострень препарату та зменшення використання бронхолітиків короткої дії. Формотерол може застосовуватися для купування гострих приступів бронхіальної астми у зв'язку з швидким початком дії препарату.

### Фармакокінетика
Формотерол швидко всмоктується після інгаляційного застосування у дихальних шляхах, початок дії препарату спостерігається за 1—5 хвилин після інгаляції препарату та триває до 12 годин. Формотерол не створює високих концентрацій у крові та внутрішніх органах, згідно досліджень препарат проходить через плацентарний бар'єр та виділяється в грудне молоко. Метаболізується препарат у печінці з утворенням неактивних метаболітів. Виводиться формотерол із організму переважно із сечею, частково виводиться із калом. Період напіввиведення препарату при однократній інгаляції складає 10 годин, при повторних інгаляціях зростає до 12,3—13,9 годин.

## Показання до застосування
Формотерол застосовується при бронхіальній астмі та хронічному обструктивному захворюванні легень інгаляційно як для лікування гострих приступів, так і для довготривалого лікування обструкції дихальних шляхів, у тому числі нічних нападів астми та попередження нападів астми після фізичного навантаження.

## Побічна дія
При застосуванні формотеролу найчастіше спостерігаються наступні побічні ефекти: головний біль, судоми м'язів та тремор. Інші побічні ефекти — алергічні реакції (висипання на шкіри, свербіж шкіри, кропив'янка, набряк Квінке), нудота, блювання, стоматит та фарингіт внаслідок подразнення слизових оболонок, тахікардія, аритмії (у тому числі фібриляція передсердь, суправентрикулярна тахікардія та екстрасистолія), артралгії, нервозність, парадоксальний бронхоспазм, гіпокаліємія — спостерігаються рідко.

## Протипокази
Формотерол протипоказаний при підвищеній чутливості до препарату. З обережністю застосовується препарат при вагітності та годуванні грудьми. Формотерол застосовується у дітей старших 5 років. З обережністю застосовується формотерол із трициклічними антидепресантами, інгібіторами моноамінооксидази та іншими препаратами, що мають здатність подовжувати інтервал QT на ЕКГ, а також із одночасно з бета-блокаторами у зв'язку із антагонізмом їх дії, а також із іншими адреностимуляторами у зв'язку із збільшенням ризику побічних ефектів.

## Форми випуску
Формотерол випускається у вигляді порошку для інгаляцій у капсулах по 12 мкг з розпилювачем; у турбохалері по 4,5 та 9 мкг/дозу по 60 доз; та в таблетках по 0,02; 0,04 та 0,08 г. Формотерол випускається також у вигляді комбінованих препаратів для інгаляційного застосування з беклометазоном, будесонідом та мометазоном.

## Заборона використання у спортсменів
Формотерол заборонений для використання спортсменами під час змагань згідно рішення Всесвітнього антидопінгового агентства. Але частина спортсменів, які хворіють бронхіальною астмою, мають дозвіл на використання формотеролу від Всесвітнього антидопінгового агентства.